# Zaynab bint Jahsh
Zaynab bint Jahsh (arabiska:زينب بنت جحش), född 590, död 641, var den muslimska profeten Muhammads kusin och även en av hans hustrur. Som sådan tillskrivs hon ofta titeln "Umm-ul-Mu'mineen" ("de troendes moder"). 
Hon var dotter till Muhammeds faster Umayma bint Abd al-Muttalib och alltså kusin till Muhammed. Hon gifte sig med en okänd man, som avled 622. Hon gifte sig för andra gången 625 med sin kusin Muhammeds adoptivson Zayd ibn Haritha. Paret skilde sig 626. 
Muhammed gifte sig med henne 627. Paret fick inga barn. Enligt den traditionella berättelsen, var Muhammed attraherad av sin kusin Zainab, och hans adoptivson skilde sig därför från sin hustru för att göra det möjligt för sin adoptivfar att gifta sig med henne.  
Efter att ha sett den gifta Zaynab mycket lätt klädd efter ett bad, dolde Muhammed inte sin åtrå till henne. Zaynabs make Zayd ibn Haritha, som var Muhammeds adoptivson, erbjöd sig genast att skilja sig från henne, vilket Muhammed avrådde från. Zayd upprepade sitt erbjudande nästa dag, men Muhammed rådde honom återigen att behålla sin hustru. Till slut enades dock båda parterna om att ta ut skilsmässan. Eftersom äktenskap med en adoptivsons före detta hustru enligt arabisk tradition var förbjudet, uppgav Muhammed att Gud hade undanröjt detta hinder i en uppenbarelse för honom (Koranen 33:37) och Muhammed gifte sig sedan med Zaynab.
Hon överlevde Muhammeds död 632. Som änka efter Muhammed var hon förbjuden att gifta om sig, men fick en pension av Rashidunkalifatet.